# Noel Chama
Noel Alí Chama Almazán (15 de septiembre de 1997) es un atleta mexicano especializado en marcha atlética. Integró la delegación mexicana en los Juegos Olímpicos de París 2024.
Chama consiguió la medalla de bronce en el Campeonato del mundo de marcha atlética por equipos de 2016 (la antigua 'Copa del mundo de Marcha Atlética) disputada en Roma.
En los Juegos Olímpicos de la Juventud de 2014 ocupó el tercer escalón del podio con un tiempo de 42:14.11 en la distancia de 10 000 m)
En la prueba de los 20 kilómetros de los Juegos Olímpicos de Tokio 2020 finalizó en lugar 38 con un tiempo de 1:28:23Para París 2024 finalizó en sitio 13 con un tiempo de 1:20:19.

## Mejores marcas personales
| Mejores marcas personales                                                                             | Mejores marcas personales | Mejores marcas personales | Mejores marcas personales |
| Distancia                                                                                             | Tiempo                    | Lugar                     | Fecha                     |
| --- | ------------------------- | ------------------------- | ------------------------- |
| 10 000 m                                                                                              | 42:07.18                  | Xalapa, México            | 19 de mayo de 2014        |
| 10 km                                                                                                 | 40:29                     | Roma, Italia              | 7 de mayo de 2016         |
| Las competiciones en pista vienen indicadas en metros y las que son en ruta se indican en kilómetros. |                           |                           |                           |